# Ilha Grande do Rio Verde
A Ilha Grande do Rio Verde é uma ilha de origem natural, circundada pelas águas do rio Verde, no município brasileiro de Varginha, em Minas Gerais. A ilha, com área de 338.800 metros quadrados, abriga o Clube Campestre de Varginha.

## Características da Ilha

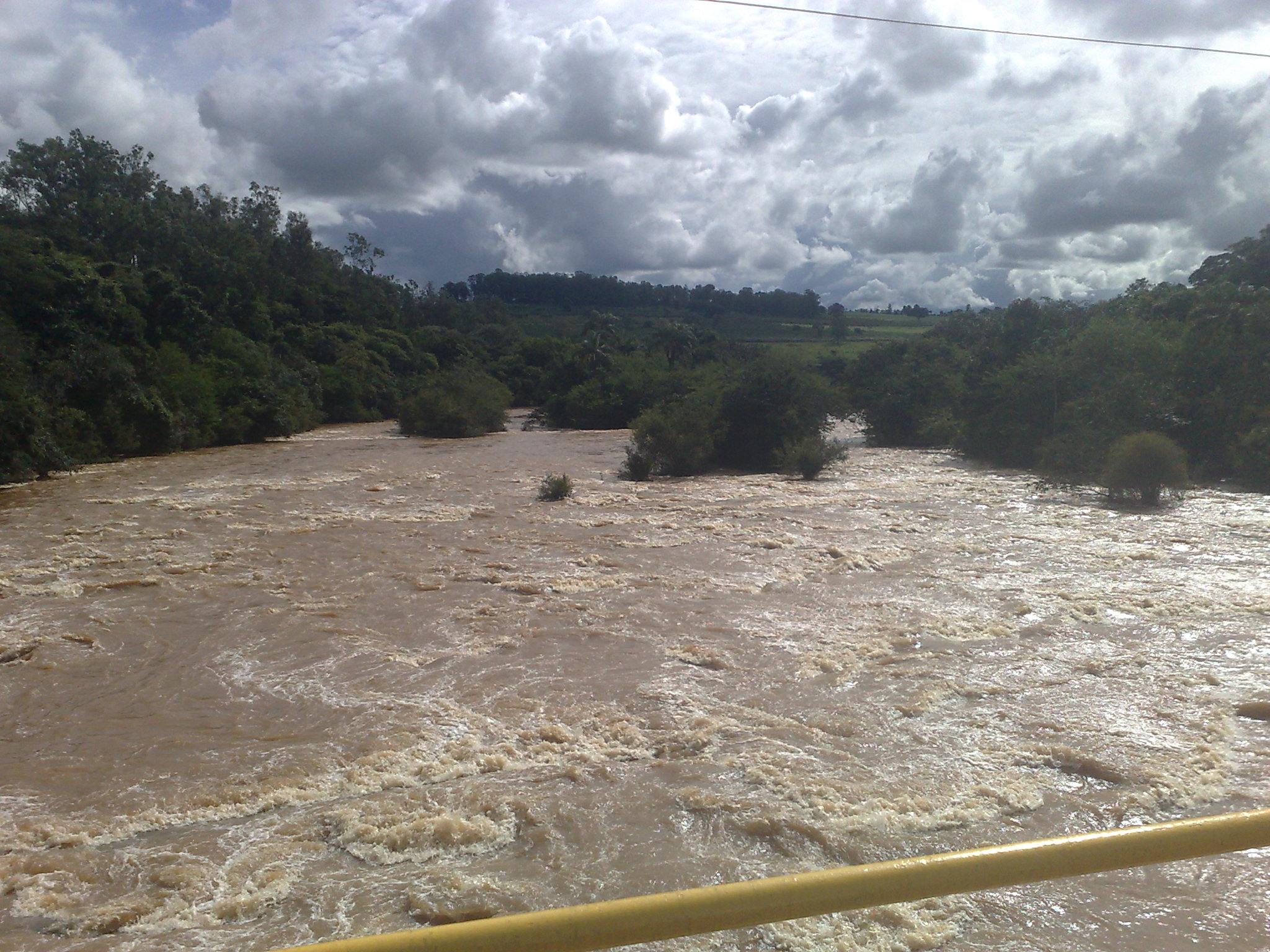
Vista do rio Verde a partir da ponte que dá acesso à ilha.

A ilha possui área de 338.800 metros quadrados e 2,5 quilômetros de perímetro. Apresenta solos do tipo latossolo vermelho/amarelo com presença de silte, declividade variando de 2 a 6%.
A ilha se encontra dentro do bioma da Mata Atlântica e a vegetação predominante é do tipo floresta estacional semidecidual. Cerca de 60% da ilha é composta de de área verde, árvores nativas, frutíferas e ornamentais, enquanto o restante é composto de área construída. As árvores existentes possuem diâmetro aproximado de 10 a 25 cm em média, com grande quantidade de espécimes ainda jovens com troncos finos e uma densidade média de espécies florestais. As espécies florestais com maior frequência encontradas são Óleo de Copaíba, Pau-Jacaré, Angico Amarelo, Cedro, Embaúba e outras normalmente encontradas na região.
O trecho do rio Verde a jusante da Ilha Grande até a represa de Furnas é bastante aproveitado para a pesca amadora e esportiva. Essa ilha, bem como as ilhas menores ao redor e as margens do rio Verde são utilizadas como local de pesca. Dentro do clube, existe lagoa artificial construída para servir como criadouro de peixes para a pesca esportiva. Como medidas de preservação ambiental, a Companhia Energética de Minas Gerais (CEMIG), em parceria com a prefeitura e com o clube, realiza com frequência soltura de peixes nativos nas margens do rio em volta da ilha. O programa, denominado Peixe Vivo, é realizado para repovoar o rio com espécies nativas nos trechos onde as espécies não são encontradas. Os peixes introduzidos são criados em cativeiros mantidos pela companhia.
O acesso à ilha é realizado pela estrada de acesso que liga a BR-491 ao local, que passa por uma ponte sobre o rio Verde. Existe somente uma portaria para controle de entrada e saída do clube. A estrada é urbanizada e recebeu obras de paisagismo especial, com plantas naturais, cachoeirass artificiais e pedras extraídas do próprio local.